# Бети Картър
Бети Картър (на английски: Betty Carter) е американска джаз певица.
Известна е с импровизационната си техника. Върхът на кариерата ѝ е през 1960-те и 1970-те години, когато става популярна с поредица дуети с Рей Чарлс.